# Marian Jaworski
Marian Franciszek Jaworski, född 21 augusti 1926 i Lwów, död 5 september 2020 i Kraków, var en polsk kardinal och ärkebiskop. Han var ärkebiskop av Lviv från 1991 till 2008 och kardinal från 1998.

## Biografi
Marian Jaworski var son till Wincenty Jaworski och Stanisława Łastowiecka. Jaworski prästvigdes av ärkebiskopen av Lviv, Eugeniusz Baziak, den 25 juni 1950. Han studerade vid Jagellonska universitetet i Kraków, där han 1952 blev doktor i teologi. Jaworski erhöll ytterligare två doktorstitlar: i filosofi vid Lublins katolska universitet 1954 samt i religionsfilosofi vid Warszawas teologiska akademi 1965. År 1976 utsåg påve Paulus VI Jaworski till monsignore.
I maj 1984 utnämndes Jaworski till titulärbiskop av Lambaesis och vigdes den 23 juni samma år av kardinal Franciszek Macharski i Wawelkatedralen i Kraków. År 1991 installerades han som ärkebiskop av Lviv.
Den 21 februari 1998 upphöjde påve Johannes Paulus II Jaworski till kardinal in pectore; tre år senare erhöll han San Sisto som titelkyrka. Kardinal Jaworski gav påve Johannes Paulus II de sjukas smörjelse på dennes dödsbädd. Han deltog i konklaven 2005, vilken valde Benedikt XVI till ny påve.
Kardinal Jaworski avled i Kraków den 5 september 2020, 94 år gammal.

## Bilder

Kardinal Jaworskis titelkyrka
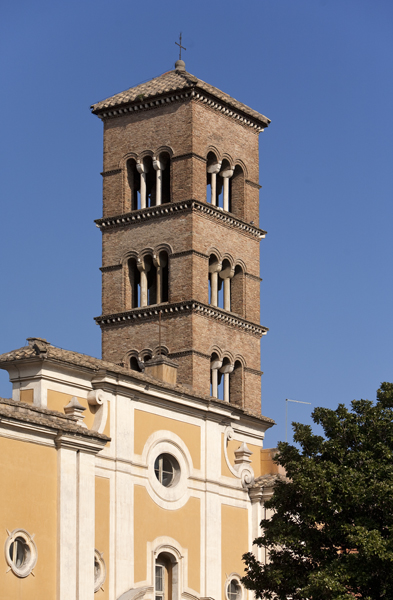
San Sisto.